# Club Deportivo Alcoyano
Maillots
Actualités
Le Club Deportivo Alcoyano est un club de football espagnol basé à Alcoy dans la communauté valencienne.

## Histoire
Le club passe quatre saisons en première division : en 1945-1946, de 1947 à 1949, et enfin lors de la saison 1950-1951. Il obtient son meilleur classement en 1948, où il se classe dixième du championnat, avec 9 victoires, 4 nuls et 13 défaites, soit un total de 22 points.
Le club évolue par ailleurs 12 saisons en deuxième division. La dernière présence du club en deuxième division remonte à la saison 2011-2012. Juande Ramos est l'entraîneur du club de 1992 à 1994.
Le 20 janvier 2021, lors des seizièmes de finale de la Coupe du Roi, l'Alcoyano, pensionnaire de Segunda División B, réalise un exploit en éliminant le Real Madrid CF 2 buts à 1 après prolongation et en ayant joué à dix contre onze lors des dix dernières minutes de la rencontre.

## Structures du club

### Stade
Le club effectue ses matches au stade El Collao en plein centre-ville d'Alcoy depuis 1929. Il peut accueillir 4 850 spectateurs.

## Palmarès
- Champion d'Espagne de deuxième division en 1945 et 1947.

## Anciens joueurs
- Esteban Font
- Raúl Fabiani
- Anthony Lozano
- Miku